# 普勞普爾特湖

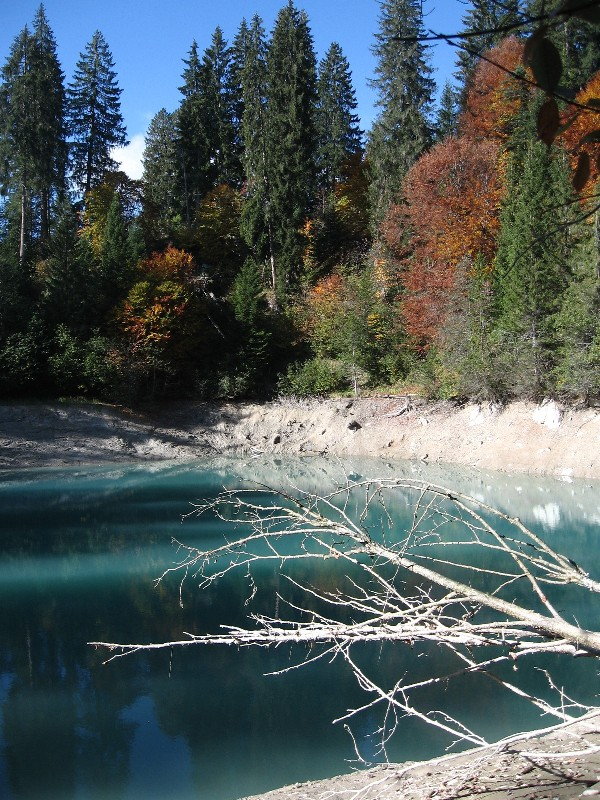

普勞普爾特湖（Lag Prau Pulté），是瑞士的湖泊，位於該國東南部，由格勞賓登州負責管轄，處於弗利姆斯，長0.1公里、寬0.1公里，面積0.01平方公里，海拔高度1,122米，最大水深6米。